# Dvorakteknik
Dvorakteknik, även kallad Dvorakskalan, är en teknik som används att bedöma/beräkna intensiteten på tropiska cykloner utifrån vanliga och infraröda satellitbilder. Tekniken är därmed en indirekt mätmetod eftersom man inte gör observationer inne i själva ovädret. Tekniken används flitigt av National Hurricane Center och andra meteorologiska institut världen över som övervakar tropiska cykloner. Dvoraktekniken utvecklades i mitten av 1970-talet av den amerikanska meteorologen Vernon Dvorak.
Dvoraktekniken utnyttjar det faktum att en tropisk cyklon men viss intensitet, d.v.s. lufttryck och vindhastighet delar grundläggande egenskaper med andra tropiska cykloner med motsvarande styrka, till exempel molnformation och temperatur i de högre molnlagren. Dessa egenskaper ändras på ett förutsägbart sätt allteftersom ovädret intensifieras eller försvagas. Utifrån satellitbilder tagna vid olika tidpunkter(i regel 24-timmarsintervaller), jämföra strukturen på ovädret kan man sedan avgöra om cyklonen intensifierats eller försvagats samt det ungefärliga lufttrycket och vindhastigheten.
Tekniken utnyttjar också att ett visst givet lufttryck vid havsytan i ovädret, jämfört med de
normala förhållandena kommer generera en viss vindhastighet. Ju lägre lufttrycket i ögat (ovädrets centrum) är desto högre blir därmed vindhastigheten eftersom skillnaden i lufttrycket mellan cyklonens centrum och omgivning ökar och är det som generar vindarna. En tropisk cyklon får enligt Dvoraktekniken ett T-nummer där under normala förhållanden en ungefärlig vindhastighet kommer att stå i relation till ett visst lufttryck. Skalan går från 1,0 motsvarar en medelvindstyrka på ca 25 knop (45 km/h) och 8,0 170 knop (310 km/h). Gränsen för orkan går vid 118 km/h.

## Skillnader i skalan på olika platser i världen
Emellertid finns det vissa skillnader och avvikelser från Dvorakskalan eftersom lufttrycket vid havsytan inte är konstant världen över. Det normala lufttrycket över västra Stilla havet normalt sett är lägre än över Atlanten. Det får till följd att tyfonerna i Stilla havet måste uppnå ett lägre lufttryck än Atlantens orkaner (hurricanes) för att nå ett visst T-nummer och därmed vindhastighet. Till exempel motsvarar ett T-värde på 7,0 en medelvindhastighet på 255 km/h i Atlanten ett lufttryck i ögat på 921 hektopascal/millibar. Motsvarande lufttryck för en tyfon i Stilla havet med samma T-värde är bara 898 hectopascal/millibar.
Poängteras ska att i praktiken är inte lufttrycket konstant i en cyklons omgivning, oavsett vilket hav det handlar om. Det leder också ibland till vissa avvikelser från Dvorakskalan även på samma hav och därför mäts i första hand lufttrycket och inte vindhastigheten för att mäta ovädrets intensitet. I Atlanten är till exempel lägsta uppmätta lufttrycket i en tropisk cyklon 882 millibar i orkanen Wilma (år 2005) men den hade inte den högsta vindhastigheten, vilket förklaras av att lufttrycket över västra Karibiska havet där "Wilma" under sin mest intensiva fas drog fram vid den aktuella tidpunkten var lägre än normalt = lägre tryckgradiant, d.v.s. skillnad mellan lufttrycket i "Wilmas" öga och orkanens omgivning. 
Lägsta uppmätta lufttryck överhuvudtaget i en tropisk cyklon är 870 millibar i tyfonen Tip 1979. Däremot finns inga säkra uppgifter om högre vindhastighet i någon tyfon än en orkan i Atlanten vilket primärt förklaras av ovan beskrivna skillnader i det normala lufttrycket över de två haven. Högsta officiellt uppmätta medelvindhastigheten (en minut) i en tropisk cyklon är f.ö 85 m/s (306 km/h). Rekordet "delas" av "Tip", tyfonen Keith, samt orkanen Allen och orkanen Camille. 
Den extremt våldsamma Tyfonen Haiyan som i 7-8 november 2013 drabbade Filippinerna beräknas utifrån mätningar med Dvorakteknik haft en medelvind på 87 m/s (313 km/h) när ovädrets centrum nådde land. "Hayian" hade ett uppmätt Dvorakvärde på 8,1, vilket är högre än Dvorakskalans maxvärde på 8,0. Med det extremt höga T-värdet som riktmärke kan lufttrycket ha varit så lågt som 858 millibar, vilket i så fall skulle göra "Haiyan" till den mest intensiva tropiska cyklon som någonsin registrerats